# Cladocera
Cladocera é uma ordem de pequenos crustáceos, em geral designados pelo nome comum de pulgas-de-água, que compreende cerca de 620 espécies descritas, mas considerada como tendo ainda muitas espécies não descritas. O membros desta ordem são cosmopolitas e ubíquos em habitat de água doce, mas raros nos oceanos. 
A maioria são de tamanho diminuto, com 0,2 a 6,0 mm de comprimento, com a cabeça voltada para a parte ventral e uma carapaça a recobrir o tórax e o abdomen, os quais são aparentemente não segmentados. A cabeça ostenta um único olho composto implantado na sua parte mediana. 

A maior parte das espécie apresenta partenogénese cíclica, com a reprodução assexual a ser ocasionalmente suplementada por reprodução sexual, a qual produz ovos que permitem à espécie sobreviver em habitats com períodos desfavoráveis e dispersar para habitats distantes.